# Wolfgang von Kempelen

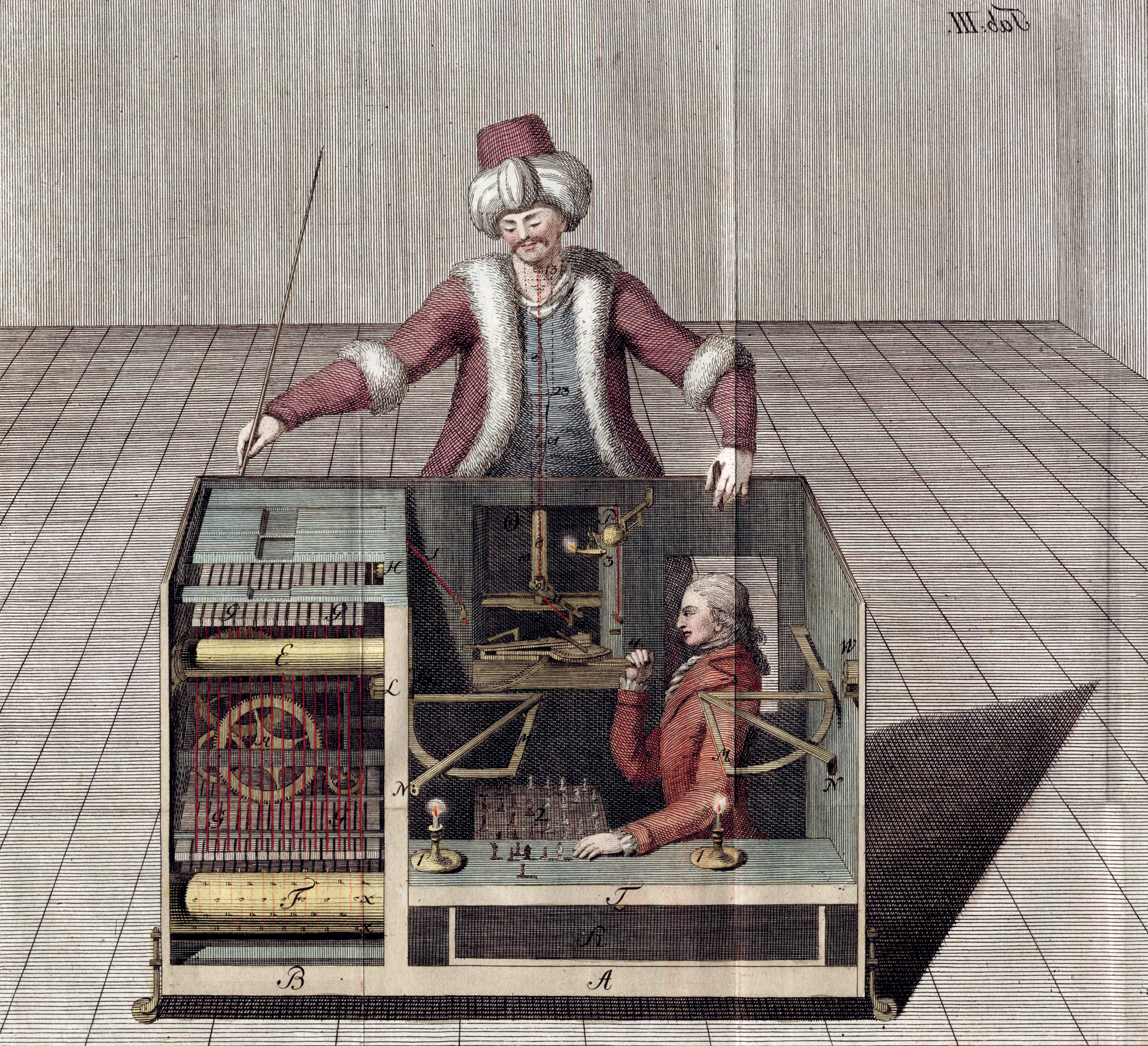

Wolfgang von Kempelen foi um inventor da Hungria que viveu no século dezoito, "inventor da máquina de xadrez" O Turco, que na época acreditava se que era a primeira máquina que conseguia pensar e derrotar seus adversários em partidas de xadrez, enganou a nobreza europeia do século XVIII, e deu origem ao romance, "A Máquina de Xadrez", escrito por Robert Lhör.
Mais tarde desconfiaram que ela era controlada por um anão, mas essa teoria já foi ultrapassada.